# 안마리루이즈 도를레앙 드 몽팡시에 여공작
오를레앙의 안 마리 루이즈(Anne Marie Louise d'Orléans, 1627년 5월 29일 ~ 1693년 4월 3일)은 프랑스의 공주로, 라 그랑 마드무아젤(La Grande Madomiselle)이라고도 불린다. 오를레앙 공작 가스통과 그의 첫 번째 아내 마리 드 부르봉의 딸로 태어났다. 마리는 딸을 낳고 바로 죽었고 몽팡시에 여공작의 작위는 안 마리 루이즈가 계승했다.
안 마리 루이즈는 앙리 4세의 손녀이자 막대한 유산을 물려받은 상속녀로서 수많은 구혼을 받았으나 본인은 11세 연하의 사촌동생 루이 14세와의 결혼을 희망했다. 영국의 왕태자 찰스도 물망에 올랐지만 성사되지는 않았다.
1648년 프롱드의 난이 일어났을 때, 안 마리 루이즈는 국왕이 아닌 반왕당파 콩데 공의 편을 들었고 이 일로 루이 14세와의 사이가 멀어져 10년 가까이 자신의 영지에서 칩거해야 했다. 이후 궁정에 복귀할 수 있게 된 안 마리 루이즈는 로즌 공작 앙투안 드 코몽과 결혼하려 했지만 루이 14세의 허락을 받지 못했다. 루이 14세는 그녀가 외국의 왕족에게 시집가기를 바랐고 두 사람의 결혼을 방해하기 위해 앙투안을 10여년간 감옥에 가두었다. 안 마리 루이즈가 앙투안의 몸값으로 자신의 영지 일부를 양도한 끝에야 1681년 앙투안은 자유의 몸이 되었다. 그러나 두 사람은 곧 헤어졌고 다시는 만나지 않았다.
만년의 안 마리 루이즈는 뤽상부르 궁전에 머물며 방대한 양의 회고록을 썼다. 그녀의 사후 그녀의 영지는 필리프 드 프랑스 부처 및 루이 14세의 서자 루이 오귀스트, 루이 아르망 1세 등이 물려받았다.